# Борштейн, Алекс
Алекса́ндрия (А́лекс) Борште́йн (англ. Alex Borstein; род. 15 февраля 1971, Хайленд-Парк, Иллинойс) — американская актриса кино и телевидения, актриса озвучивания, сценарист и продюсер.

## Биография
Александрия Борштейн родилась 15 февраля 1971 года в Хайленд-Парке, штат Иллинойс, США в семье врачей-психиатров Джуди и Ирва Борштейнов. По происхождению — еврейка. В 1980 году с семьёй переехала в Лос-Анджелес, окончила Университет штата в Сан-Франциско по специальности риторика.
С 1999 по 2017 год Алекс была замужем за актёром Джексоном Дугласом. У бывших супругов есть двое детей — сын Барнаби Борштейн Дуглас (род. 08.09.2008) и дочь Генриетта Борштейн Дуглас (род. 01.10.2012).
В 2017 году начала сниматься в сериале «Удивительная миссис Мейзел», в котором исполнила роль Сюзи Майерсон, менеджера главной героини. За эту роль в 2018 году Борштейн была номинирована на премию «Эмми» за лучшую женскую роль второго плана в комедийном телесериале.
В феврале 2021 года в российский прокат выйдет анимационная комедия «Пончары. Глобальное закругление», в которой Алекс озвучила персонажа Мали.

## Избранная фильмография

### Актриса
- 1993—1994 — Могучие Рейнджеры Майти Морфина / англ. Mighty Morphin Power Rangers — разные роли (в четырёх эпизодах)
- 1996 — Битлборги / англ. Big Bad Beetleborgs — «Котокогти» (в одном эпизоде)
- 1996 — Могучие рейнджеры: Зео / Power Rangers Zeo — Королева Мачина (в пяти эпизодах)
- 1997—2009 — Безумное телевидение / Mad TV — мисс Лебедь и др. (в ста двадцати четырёх эпизодах)
- 1999 — наст. время — Гриффины / Family Guy — Лоис Гриффин, Триша Таканава и др. (в двухстах шестидесяти трёх эпизодах)
- 2000, 2002, 2003, 2005 — Девочки Гилмор / Gilmore Girls — разные роли (в восьми эпизодах)
- 2002 — Титус / Titus — Ники
- 2002 — Плохой парень / Dawg — Дарси Смитс
- 2002 — Шоу начинается / Showtime — директор по кастингу
- 2002—2003 —  / англ. 3 South — Бекки (в трёх эпизодах)
- 2003 — Фрейзер / Frasier — Эвелин (в одном эпизоде)
- 2003 — Друзья / Friends — женщина на сцене (в одном эпизоде)
- 2003 — Лиззи Магуайер / The Lizzie McGuire Movie — мисс Ангермейер, учительница
- 2003 — Плохой Санта / Bad Santa — мама ребёнка из Милуоки
- 2004 — Лицензия на измену / англ. Seeing Other People — Трейси
- 2004 — Женщина-кошка / Catwoman — Салли
- 2004 — Папа Билли — упаковщик сладостей / англ. Billy's Dad Is a Fudge-Packer — Бетти Хендерсон
- 2005 — Бей и кричи / Kicking & Screaming — неприятная женщина в Хаммере (в титрах не указана)
- 2005 — Стьюи Гриффин: Нерасказанная история / Stewie Griffin: The Untold Story — Лоис Гриффин, Триша Таканава, Кондолиза Райс и др.
- 2005 — Доброй ночи и удачи / Good Night, and Good Luck — Натали
- 2005—2009 — Робоцып / Robot Chicken — Женщина-кошка и др. (в семи эпизодах)
- 2006 — Мультреалити / Drawn Together — Лоис Гриффин и др. (в двух эпизодах)
- 2006 — Американский папаша! / American Dad! — доктор Гупта (в одном эпизоде)
- 2007 — Обман / The Lookout — миссис Лэндж
- 2007 — Домашние коты / Slacker Cats — Латойя (в двух эпизодах)
- 2008—2009 — Кавалькада мультипликационных комедий Сета Макфарлейна / Seth MacFarlane's Cavalcade of Cartoon Comedy — разные роли (в трёх эпизодах)
- 2009 — Гленн Мартин / англ. Glenn Martin, DDS — клерк (в одном эпизоде)
- 2009—2013  — Шоу Кливленда / The Cleveland Show — миссис Лоуэнштейн, Лоис Гриффин и др. (в шестнадцати эпизодах)
- 2010 — Киллеры / Killers — Лили Бейли
- 2010 — Ужин с придурками / Dinner for Schmucks — рыжеволосая женщина (в титрах не указана)
- 2011—2015 — Бесстыжие / Shameless — Лу Декнер
- 2012 — Красотки в Кливленде / Hot in Cleveland — Преши (в одном эпизоде)
- 2012 — Балерины / Bunheads — проститутка (в одном эпизоде, в титрах не указана)
- 2012 — Третий лишний / Ted — Джина Беннетт
- 2012, 2014 — Трудоголики /Workaholics — Коллин Уолкер (в двух эпизодах)
- 2012 — Паранорман, или Как приручить зомби / ParaNorman — миссис Хеншер
- 2013 — наст. время — Старость — не радость / Getting On — Дон Форчетт (в 18 эпизодах)
- 2014 — Миллион способов потерять голову / A Million Ways to Die in the West — Милли
- 2015 — Жизнь в деталях / Life in Pieces — Линетт (в одном эпизоде)
- 2015 — Любите Куперов / Love the Coopers — Энджи
- 2015 — Мастера секса / Masters of Sex — Лоретта (в одном эпизоде)
- 2016 — Приграничный город / Bordertown — Дженис и Бекки Бакуолд
- 2017 — Удивительная миссис Мейзел / The Marvelous Mrs. Maisel — Сюзи Майерсон
- 2021 — Пончары. Глобальное закругление / Extinct — Мали (озвучивание)

### Сценарист
- 1995 — Пинки и Брейн / Pinky and the Brain (несколько эпизодов)
- 1996 — Каспер, который живёт под крышей / англ. The Spooktacular New Adventures of Casper (несколько эпизодов)
- 1997—2002 — Безумное телевидение / Mad TV (сто двадцать пять эпизодов)
- 1998 — Ферма чудища / Monster Farm (несколько эпизодов)
- 1998 — Истерика! / англ. Histeria! (два эпизода)
- 1999—2007 — Гриффины / Family Guy (сорок пять эпизодов)
- 2005 — Стьюи Гриффин: Нерасказанная история / Stewie Griffin: The Untold Story (сосценарист)
- 2011—2013 — Бесстыдники / Shameless (пять эпизодов)

### Продюсер
- 2005 — Стьюи Гриффин: Нерасказанная история / Stewie Griffin: The Untold Story (сопродюсер)
- 2005—2008 — Гриффины / Family Guy (пятьдесят девять эпизодов)
- 2011—2013 — Бесстыдники / Shameless (тридцать пять эпизодов)

### Видеоигры
- 2006 — Family Guy Video Game! — Лоис Гриффин